# Dagmar Borrmann

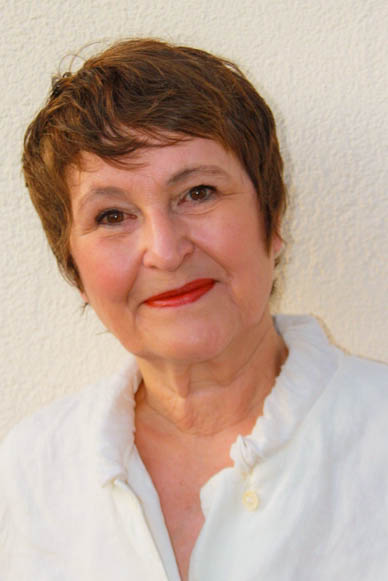
Dagmar Borrmann (2017)

Dagmar Borrmann, auch Dagmar Fischborn (* 24. Juli 1955 in Dresden) ist eine deutsche Dramaturgin und Hochschullehrerin.

## Leben
Dagmar Borrmann wuchs in Dresden auf und studierte Theaterwissenschaft an der Theaterhochschule Leipzig. 1985 wurde sie an der Humboldt-Universität Berlin promoviert. Von 1984 bis 1990 war Dagmar Borrmann Chefdramaturgin am Thalia Theater (Halle) und arbeitete von 1990 bis 1995 als Dramaturgin für Schauspiel und Tanztheater am Schauspiel Leipzig. 1995 bis 2002 war sie Chefdramaturgin und stellvertretende Intendantin für den künstlerischen Geschäftsbereich an diesem Theater. Das Deutsche Literaturinstitut Leipzig berief sie 2002 zur Gastprofessorin für Szenisches Schreiben. Von 2004 bis 2014 arbeitete Dagmar Borrmann als Dramaturgin und Mitglied der Schauspielleitung am Hessischen Staatstheater Wiesbaden.
Als Produktionsdramaturgin begleitete sie über 120 Inszenierungen (darunter zahlreiche Ur- und Erstaufführungen) und kuratierte neue szenische Formate. Sie arbeitete u. a. mit den Regisseuren Konstanze Lauterbach, Wolfgang Engel, Herbert Fritsch, Armin Petras, Andreas Dresen, Hermann Schmidt-Rahmer, Markus Dietz, Manfred Beilharz, Dietrich Hilsdorf, Tilman Gersch, David Mouchtar-Samorai und Alexander Lang.
Dagmar Borrmann publizierte zahlreiche Aufsätze und Essays, insbesondere zur Dramatik und zum Theater der Gegenwart. Ihre Theateradaption des Romans Spur der Steine von Erik Neutsch wurde im September 2014 am Theater Magdeburg erstaufgeführt. Ihr Stück Kruso nach dem gleichnamigen Roman von Lutz Seiler erlebte im September 2015 ebenfalls in Magdeburg seine Uraufführung.
Dagmar Borrmann unterrichtet seit 1995 im Lehrauftrag an Hochschulen und Universitäten, darunter an der Hochschule für Musik und Theater „Felix Mendelssohn Bartholdy“ Leipzig, der  Goethe-Universität Frankfurt am Main, an der Johannes Gutenberg-Universität Mainz sowie seit an der Hochschule für Musik und Darstellende Kunst Frankfurt am Main. Schwerpunkte ihrer Lehrtätigkeit sind Szenisches Schreiben, Geschichte und Theorie des Theaters sowie Dramentheorie.
Von 2017 bis 2020 lehrte Dagmar Borrmann als Professorin für Schauspiel an der Hochschule für Musik und Darstellende Kunst Frankfurt am Main. In diesem Zeitraum war sie zugleich Ausbildungsdirektorin für Schauspiel an der HfMDK.
An verschiedenen Hochschulen, Theatern und Literaturhäusern gibt sie regelmäßig Workshops zum Szenischen Schreiben (u. a. im Masterstudiengang Dramaturgie an der Bayerischen Theaterakademie August Everding).
Dagmar Borrmann ist Mitglied der Deutschen Akademie der Darstellenden Künste und seit 2019 Juryvorsitzende der Woche junger Schauspielerinnen und Schauspieler in Bensheim.

## Veröffentlichungen (Auswahl)

### Adaptionen
- 2015 Kruso. Schauspiel nach dem Roman von Lutz Seiler. Uraufführung: 25. September 2015, Theater Magdeburg. Weitere Aufführung: Hans Otto Theater Potsdam, Premiere am 15. Januar 2016[8]
- 2014 Spur der Steine. Stück nach dem gleichnamigen Roman von Erik Neutsch. Erstaufführung am 26. September 2014 am Theater Magdeburg. Veröffentlicht bei Henschel Schauspiel, Berlin 2014[9]
- 2011 Die Kinder Agamemnons, nach Euripides und Sophokles, Fassung von Konstanze Lauterbach und Dagmar Borrmann. Hessisches Staatstheater Wiesbaden[10]
- 2010 Michael Kohlhaas, nach der Novelle von Heinrich von Kleist, gemeinsam mit Konstanze Lauterbach, Hessisches Staatstheater Wiesbaden[11]

### Wissenschaftliche und essayistische Veröffentlichungen (Auswahl)
- Dagmar Fischborn (Borrmann) Theatralische Adaptionen epischer Texte als besondere Form der Wechselbeziehung zwischen Theater und Literatur:  "Franziska Linkerhand" und "Das siebte Kreuz" am Mecklenburgischen Staatstheater Schwerin. Dissertation A. Deutsche Nationalbibliothek Signatur Frankfurt: H 85b/6201, Signatur Leipzig: Di 1985 B 4212.
- Ein feuriger Dreckkloß. „Baal“ 1994 am Schauspiel Leipzig. In: Texte zur Literatur. Hrsg. von Alfred Klein, Roland Opitz und Klaus Petzold. Heft 5, Leipzig 1998.
- Heimat remixed oder Alles, was ich sagen kann, wohnt in meinem Schmerz. Der Dramatiker Fritz Kater. In: Jahrbuch der Zeitschrift Theater heute, Erhard Friedrich Verlag, Seelze 2003, ISBN 3-617-51984-9.
- Mehr Drama! Über ein paar Paradoxa der deutschen Gegenwartsdramatik. In: Theater heute 12/2003, Erhard Friedrich Verlag, Seelze 2003.
- Nix Realität hier. Beobachtungen an neuen Stücken. In: Die Deutsche Bühne 7/2003, Hrsg. vom Deutschen Bühnenverein, Köln 2003.
- Die Ruhe vor dem freien Fall. In: Die Deutsche Bühne 8/2004, Hrsg. vom Deutschen Bühnenverein, Köln 2004.
- Das Ende des Schaumgebäcks. Tendenzen der deutschen Gegenwartsdramatik. Eine Übersicht. In: Die Deutsche Bühne 8/2004, Hrsg. vom Deutschen Bühnenverein, Köln 2004.
- Szenisches Schreiben – Ein Erfahrungsbericht. (gemeinsam mit Gottfried Fischborn) In: Wie werde ich ein verdammt guter Schriftsteller? Hrsg. von Josef Haslinger und Hans-Ulrich Treichel. Suhrkamp Verlag Frankfurt/Main 2005, ISBN 3-518-12395-5.
- Rot im Frühwarnsystem. Über den Dramatiker Lukas Bärfuss. In: Stückwerk 5. Deutschsprachige Dramatik. Hrsg. von Barbara Engelhardt und Andrea Zagorski. Verlag Theater der Zeit, Berlin 2008. ISBN 978-3-940737-07-6.

### Gespräche (Auswahl)
- Die drei von der Denkstelle. Dramaturgie heute? Ein Gespräch mit Dagmar Borrmann, Carola Hannusch und Irma Dohn vom Hessischen Staatstheater Wiesbaden. Von Knut Lennartz. In: Die deutsche Bühne 3/2005.
- Atlantis. Geschichten aus einem versunkenen Land. Interview mit Uwe Tellkamp zum Roman Der Turm.
- Figuren im Raum. Notwendigkeiten und Schwierigkeiten in der Entwicklung von Theaterstücken. Erfahrungen aus Workshops. Gespräch mit Dagmar Borrmann, Ewald Palmetshofer, David Spencer und Gustav Ernst. In: kolik "spezial". Zeitschrift für Literatur. Hrsg. von Gustav Ernst und Karin Fleischanderl. Verein für neue Literatur, Wien 2012. ISSN 1560-6775